# Jiayang Fan
Jiayang Fan est une journaliste américaine née le 4 août 1984 à Chongqing en Chine. En 2023, elle travaille pour The New Yorker, où elle a commencé à travailler en 2016. Elle publie principalement sur la culture, la politique, les biographies et la cuisine. De 2020 à 2023, elle fait l'objet d'une campagne de dénigrement autorisée par le parti communiste chinois.

## Biographie
À l'âge de sept ans, Jiayang Fan a immigré aux États-Unis avec ses parents.
Dans une étude publiée en 2020 par l'Australian Strategic Policy Institute (ASPI), des journalistes et des analystes de sexe féminins d'origine chinoises, dont Jiayang Fan, faisaient l'objet sur Twitter d'une campagne d'information en continu, coordonnée et à grande échelle supervisée par le réseau surnommé « Spamouflage » ou « Dragonbridge » affilié au parti communiste chinois. Cette campagne se poursuit en 2023. Le réseau recourt à des faux-nez Twitter pour harceler des journalistes et des analystes, tout en les menaçant de violences physiques et en répandant des insultes racistes à leur égard. Ces comptes les accusent régulièrement d'agir en traîtres envers la Chine,,.